# Ruan Lufei
Dans ce nom chinois, le nom de famille, Ruan, précède le nom personnel.
Ruan Lufei (née le 2 octobre 1987 à Nankin) est une joueuse d'échecs chinoise. Elle dispose du titre de grand maître international féminin.

## Carrière
Au cours du championnat du monde d'échecs féminin 2008, elle est éliminée par la Suédoise Pia Cramling au 3e tour (½-1½).
Elle remporte la médaille d'or par équipe aux Jeux mondiaux des sports de l'esprit à Pékin en octobre 2008.
En 2010, elle atteint la finale du championnat du monde d'échecs féminin après avoir battu la tenante du titre, Alexandra Kosteniouk, mais est battue par sa compatriote Hou Yifan en finale, à l'issue des parties de départage.
| Année | Lieu                   | Résultat       | Ultime adversaire | Adversaires battues                                                                  |
| ----- | ---------------------- | -------------- | ----------------- | ------------------------------------------------------------------------------------ |
| 2006  | Iekaterinbourg, Russie | deuxième tour  | Marie Sebag       | Tuduetso Sabure                                                                      |
| 2008  | Naltchik, Russie       | troisième tour | Pia Cramling      | Irina Zakourdjaïeva Claudia Amura                                                    |
| 2010  | Antakya, Turquie       | Finaliste      | Hou Yifan         | Camilla Baginskaite, Zhang Xiaowen, Alexandra Kosteniouk, Dronavalli Harika Zhao Xue |